# Câmara Municipal de Cuiabá
Câmara Municipal de Cuiabá é o órgão legislativo do município de Cuiabá. Criada em 1 de janeiro de 1727 é composta atualmente por 27 vereadores, número máximo estabelecido pela Constituição de 1988. Considerada a maior casa legislativa municipal do estado, sua sede atual está estabelecida no "Palácio Paschoal Moreira Cabral" fica no centro da cidade, na Rua Barão de Melgaço s/n e sendo inaugurada em 1º de setembro de 2009. 

## História
A Câmara Municipal foi fundada no dia 1 de janeiro de 1727 onde instalou-se a Vila Real de Bom Jesus de Cuiabá, sendo instalada a Câmara Municipal e no mesmo período foi instituído o Brasão de armas e os símbolos municipais.
A primeira câmara funcionou no sobrado de uma cadeia, juntamente com o quartel para tropa, onde atualmente está localizado o Sesc Arsenal, no Bairro do Porto. Foi governada através de uma junta nos anos da instalação da independência, pois o então clero e o povo depuseram o último governador. Sob esse regime de junta, Cuiabá havia entrado no período da independência entre os anos de 1772 a 1789.
A partir dos anos de 1888 é que se tem registros nos anais da Câmara Municipal, período em que se funcionou a Junta Municipal. Em 1889 com a Proclamação da República, foi introduzida as eleições diretas para o Parlamento.
No período inicial da  república havia ocorre uma substituição do grupo dominante, a primeira foi a Oligarquia do açúcar que foi substituída  pela nova Oligarquia do café. O novo grupo dominante consolidou-se no poder através do coronelismo que controlava todos os eleitores, garantindo assim candidatos para futuras eleições e garantindo candidatos da situação e sua ampla maioria dos votos, os partidos políticos nesse período vinham a ser de agremiações graduados do exército, os modelo de votação era por cabresto e ausência de voto secreto .
Em 1890, a cidade de Cuiabá, passou a ser administrada sob o regime de intendência, ou seja a câmara municipal delegava poderes aos intendentes para as áreas especificas. A princípio, somente os vereadores eram nomeados intendentes. Em 1946, um período de  normalidade se instituiu e havia começado a legislatura de 1947.
A primeira sessão que a própria Câmara Municipal foi realizada no dia 23 de dezembro de 1947 sob a presidência do Juiz da primeira zona Mário Corrêa da Costa, foi solenemente instalada a Câmara Municipal de Cuiabá, tomando posse 10 Vereadores eleitos, sendo 5 eleitos para compor a 1ª mesa diretora.
Em 1º de setembro de 2009 a Câmara Municipal o processo de transferência de sede, para o atual Paschoal Moreira Cabral na rua Barão de Melgaço no centro da cidade, antes denominado Palácio Filinto Muller. Entregue pelo então governador Blairo Maggi, simbolizou a transferência da Assembleia Legislativa do estado ao Palácio Dante de Oliveira no Centro Politico Administrativo.

## Mesa diretora: ano I da 21ª legislatura
| Cargo              | Parlamentar                         |
| ------------------ | ----------------------------------- |
| Presidente         | Vereadora Paula Calil (PL)          |
| 1º Vice-Presidente | Vereadora Maysa Leão (REPUBLICANOS) |
| 2ª Vice-Presidente | Michelly Alencar (UNIÃO BRASIL)     |
| 1º Secretário      | Katiuscia Manteli (PSB)             |
| 2ª Secretário      | Dr Mara (PODEMOS)                   |

## Comissões permanentes
| Comissão                                                           | Presidente                          |
| ------------------------------------------------------------------ | ----------------------------------- |
| Comissão de Constituição, Justiça e Redação                        | Samantha Iris (PL)                  |
| Comissão de Fiscalização e Acompanhamento da Execução Orçamentaria | Ilde Taques (PSB)                   |
| Comissão de Transporte e Mobilidade.                               | Marcus Brito Junior (PV)            |
| Comissão de Educação.                                              | Daniel Monteiro (REPUBLICANOS)      |
| Comissão de Esportes e Lazer                                       | Chico 2000 (PARTIDO LIBERAL)        |
| Comissão de Turismo                                                | Demilson Nogueira (PROGRESSISTA)    |
| Comissão de Saúde.                                                 | Michelly Alencar (UNIÃO BRASIL)     |
| Comissão de Defesa do Consumidor e do Contribuinte.                | Didimo Vovô (PSB)                   |
| Comissão de Ética e Decoro Parlamentar                             | Eduardo Magalhães (REPUBLICANOS)    |
| Comissão da Criança e do Adolescente                               | Rafael Ranalli (PARTIDO LIBERAL)    |
| Comissão dos Direito da Mulher                                     | Maria Avalone (PSDB)                |
| Comissão de Defesa aos Direitos dos Animais                        | Daniel Monteiro (REPUBLICANOS)      |
| Comissão dos Direitos dos Idosos                                   | Chico 2000 (PARTIDO LIBERAL)        |
| Comissão da Industria e Comércio                                   | Kassio Coelho (PODEMOS)             |
| Comissão de Obras Publicas                                         | Alex Rodrigues (PV)                 |
| Comissão de Previdência e Administração Publica                    | Dilemario Alencar (UNIÃO BRASIL)    |
| Comissão de Inovação, Ciencia e Tecnologia                         | Adevair Cabral (SOLIDARIEDADE)      |
| Comissão de Meio Ambiente e Urbanismo                              | Dr Mara (PODEMOS)                   |
| Comissão de Cultura e Patrimônio Histórico                         | Cezinha Nascimento (UNIÃO BRASIL)   |
| Comissão de Direitos Humanos, Cidadania e Pessoas com Deficiência  | Maysa Leão (REPUBLICANOS)           |
| Comissão de Regularização Fundiária                                | Joelson Fernandes do Amaral (PSB)   |
| Comissão de Agricultura Trabalho e Desenvolvimento Rural           | Baixinha Giraldelli (SOLIDARIEDADE) |
| Comissão de Segurança Publica                                      | Coronel Dias (CIDADANIA)            |

## Vereadores em exercício (21ª legislatura)
Vereadores eleitos para a 20ª legislatura. São relacionados o nome civil dos parlamentares que assumiram o cargo em 1º de janeiro de 2024, o partido ao qual eram filiados na data da posse e a quantidade de votos que receberam naquela eleição. O mandato expira em 31 de janeiro de 2028.
| Nome                 | Partido          | Votos nominais | Observações |
| -------------------- | ---------------- | -------------- | ----------- |
| Samantha Iris        | PL               | 7,460          |             |
| Maysa Leão           | Repúblicanos     | 5.615          |             |
| Alex Rodrigues       | PV               | 5.556          |             |
| Paula Calil          | PL               | 5.460          |             |
| Cezinha Nascimento   | União Brasil     | 4.733          |             |
| Ilde Taques          | PSB              | 4.731          |             |
| Michelly Alencar     | União Brasil     | 4.514          |             |
| Maria Avalone        | PSDB             | 4.347          |             |
| Marcrean Santos      | MDB              | 3.685          |             |
| Tenente Coronel Dias | Cidadania        | 3.659          |             |
| Dra. Mara            | Podemos          | 3.500          |             |
| Adevair Cabral       | SOLIDARIEDADE    | 3.481          |             |
| Dilemario Alencar    | União Brasil     | 3.370          |             |
| Rafael Ranalli       | PL               | 3.360          |             |
| Eduardo Magalhães    | Republicanos     | 3.274          |             |
| Kassio Coelho        | Podemos (Brasil) | 3.262          |             |
| Demilson Nogueira    | Progressistas    | 3.211          |             |
| Didimo Vovô          | PSB              | 3.137          |             |
| Chico 2000           | PL               | 3.09̈8          |             |
| Sargento Joelson     | PSB              | 2.945          |             |
| Baixinha Giraldelli  | Solidariedade    | 2.843          |             |
| Katiuscia Manteli    | PSB              | 2.785          |             |
| Mario Nadaf          | PV               | 2.747          |             |
| Marcus Brito Junior  | PV               | 2.558          |             |
| Daniel Monteiro      | Repúblicanos     | 2.537          |             |
| Jeferson Siqueira    | PSD              | 2.468          |             |
| Wilson Quero Quero   | PMB              | 1.964          |             |